# Перепис населення Латвії (1920)
Перепис населення Латвії (1920) — перший загальний перепис населення в Латвійській Республіці, проведений 1920 року. Згідно з переписом в країні проживало 1 596 131 особа; з них 1 161 404 особи (72,76%) були латишами.

## Національний склад
За переписом 1920 року в Латвії основну масу населення становили латиші (72,76%). Найбільшою національною меншиною були росіяни (7,82%). Іншими чисельними національними меншинами, що історично проживали на латвійських землях, були євреї (4,99%), білоруси (4,74%), німці (3,64%), поляки (3,42%), литовці (1,60%). Частка українців була незначною — 0,07%.
| Національність | Осіб      | %     | · Латиші (72.76%) Росіяни (7.82%) Євреї (4.99%) Білоруси (4.74%) Німці (3.64%) Поляки (3.42%) Литовці (1.60%) Естонці (0.55%) Українці (0.07%) |
| Латиші         | 1 161 404 | 72.76 | · Латиші (72.76%) Росіяни (7.82%) Євреї (4.99%) Білоруси (4.74%) Німці (3.64%) Поляки (3.42%) Литовці (1.60%) Естонці (0.55%) Українці (0.07%) |
| Росіяни        | 124 746   | 7.82  | · Латиші (72.76%) Росіяни (7.82%) Євреї (4.99%) Білоруси (4.74%) Німці (3.64%) Поляки (3.42%) Литовці (1.60%) Естонці (0.55%) Українці (0.07%) |
| Євреї          | 79 644    | 4.99  | · Латиші (72.76%) Росіяни (7.82%) Євреї (4.99%) Білоруси (4.74%) Німці (3.64%) Поляки (3.42%) Литовці (1.60%) Естонці (0.55%) Українці (0.07%) |
| Білоруси       | 75 630    | 4.74  | · Латиші (72.76%) Росіяни (7.82%) Євреї (4.99%) Білоруси (4.74%) Німці (3.64%) Поляки (3.42%) Литовці (1.60%) Естонці (0.55%) Українці (0.07%) |
| Німці          | 58 113    | 3.64  | · Латиші (72.76%) Росіяни (7.82%) Євреї (4.99%) Білоруси (4.74%) Німці (3.64%) Поляки (3.42%) Литовці (1.60%) Естонці (0.55%) Українці (0.07%) |
| Поляки         | 54 567    | 3.42  | · Латиші (72.76%) Росіяни (7.82%) Євреї (4.99%) Білоруси (4.74%) Німці (3.64%) Поляки (3.42%) Литовці (1.60%) Естонці (0.55%) Українці (0.07%) |
| Литовці        | 25 588    | 1.60  | · Латиші (72.76%) Росіяни (7.82%) Євреї (4.99%) Білоруси (4.74%) Німці (3.64%) Поляки (3.42%) Литовці (1.60%) Естонці (0.55%) Українці (0.07%) |
| Естонці        | 8769      | 0.55  | · Латиші (72.76%) Росіяни (7.82%) Євреї (4.99%) Білоруси (4.74%) Німці (3.64%) Поляки (3.42%) Литовці (1.60%) Естонці (0.55%) Українці (0.07%) |
| Українці       | 1040      | 0.07  | · Латиші (72.76%) Росіяни (7.82%) Євреї (4.99%) Білоруси (4.74%) Німці (3.64%) Поляки (3.42%) Литовці (1.60%) Естонці (0.55%) Українці (0.07%) |
| Цигани         | 1023      | 0.06  | · Латиші (72.76%) Росіяни (7.82%) Євреї (4.99%) Білоруси (4.74%) Німці (3.64%) Поляки (3.42%) Литовці (1.60%) Естонці (0.55%) Українці (0.07%) |
| Шведи          | 313       | 0.02  | · Латиші (72.76%) Росіяни (7.82%) Євреї (4.99%) Білоруси (4.74%) Німці (3.64%) Поляки (3.42%) Литовці (1.60%) Естонці (0.55%) Українці (0.07%) |
| Данці          | 236       | 0.01  | · Латиші (72.76%) Росіяни (7.82%) Євреї (4.99%) Білоруси (4.74%) Німці (3.64%) Поляки (3.42%) Литовці (1.60%) Естонці (0.55%) Українці (0.07%) |
| Французи       | 160       | 0.01  | · Латиші (72.76%) Росіяни (7.82%) Євреї (4.99%) Білоруси (4.74%) Німці (3.64%) Поляки (3.42%) Литовці (1.60%) Естонці (0.55%) Українці (0.07%) |
| Британці       | 151       | 0.01  | · Латиші (72.76%) Росіяни (7.82%) Євреї (4.99%) Білоруси (4.74%) Німці (3.64%) Поляки (3.42%) Литовці (1.60%) Естонці (0.55%) Українці (0.07%) |
| Фіни           | 131       | 0.01  | |
| Татари         | 115       | 0.01  | |
| Чехи і словаки | менше 100 | 0.00  | |
| Греки          | менше 100 | 0.00  | |
| Невідомо       | 3829      | 0.24  | |
| Загалом        | 1 596 131 | 100   | |